# Nella Filippi

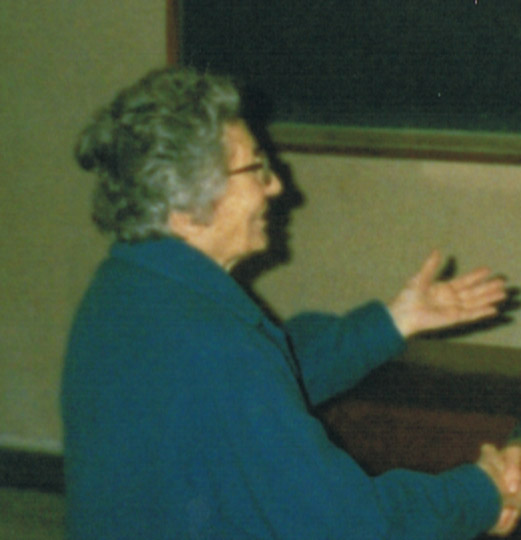
Prof. Nella Filippi

Nella Filippi (ur. 26 grudnia 1921 w Chiari, zm. 21 stycznia 2004 w Rzymie) – włoska teolog, wykładowca teologii na uniwersytetach rzymskich.
Była pierwszą kobietą we Włoszech, która obroniła doktorat z teologii i która wykładała teologię na uczelniach papieskich. 

## Życiorys
W latach 1943–1976 uczyła najpierw w szkole Morcelli w Chiari, a następnie w rzymskich szkołach publicznych. W 1970 obroniła na Papieskim Uniwersytecie św. Tomasza z Akwinu w Rzymie pracę doktorską z teologii na temat myśli Dietricha Bonhoeffera. Od tego roku zaczęła też wykładać na tym uniwersytecie. Od 1972 rozpoczęła też wykłady na Akademii Alfonsjańskiej w Rzymie. Była też profesorem Istituto Pontificio "Regina Mundi" i Ateneo Pontificio "Regina Apostolorum", a także Uniwersytetu Gregoriańskiego oraz Uniwersytetu Laterańskiego. Została pochowana na cmentarzu w Chiari.

## Myśl teologiczna
Jej naukowe poszukiwania charakteryzowały się dwoma dążeniami: 1) starać się pojąć rozumem znaki czasu, które są znakami danymi przez Boga i wpisanymi w rzeczywistość ziemską; 2) zgodnie z nauczaniem II Soboru Watykańskiego, interpretować fakty tego świata w świetle Ewangelii. Stąd rodziła się jej chęć poszukiwania śladów wiary i łaski tam, gdzie były one zazwyczaj negowane. Stąd też intuicja, że powszechnie przyjmowane twierdzenie, iż XX w. był wiekiem ateizmu i laicyzmu, jest błędne, gdyż można go określać raczej jako wiek pragnienia Boga.